# Spaur-Messe
Spaur-Messe è il titolo con cui veniva fino a poco tempo fa chiamata la "Missa brevis "in Do maggiore KV 258 composta da Wolfgang Amadeus Mozart nel 1776. Il ritrovamento della partitura originale della Messa appartenuta al Conte-Vescovo von Spaur ha definitivamente confermato i dubbi che, invece, si trattasse della Missa "Credo" KV 257.

## Storia
La messa fu scritta da Mozart nel 1776 in occasione della consacrazione di Ignaz von Spaur (da cui il nome dell'opera) al titolo di vescovo di Bressanone. Successivamente, il musicista e compositore della corte Antonio Salieri la diresse il 28 agosto del 1791, alla presenza dello stesso Mozart, come parte del programma musicale per i festeggiamenti per l'incoronazione dell'imperatore Leopoldo II, avvenuta a Praga.
Restava qualche incertezza se l'appellativo "Spaur-Messe" fosse da attribuire, come finora, alla Missa brevis in do maggiore KV 258, e non piuttosto la Missa "Credo" KV 257 o la "Missa longa" KV 262, essendo state composte tutte e tre nello stesso anno e nella tonalità Do maggiore.
Già nel 1987 il musicologo britannico Alan Tyson era arrivato alla conclusione che dovesse trattarsi della KV 257 e di recente, nel 2007  Archiviato il 1º gennaio 2014 in Internet Archive. questa teoria ha trovato conferma col ritrovamento della partitura autografa della Missa KV 257 nell'Archivio del Duomo di Bressanone. Spaur, infatti, prima di essere consacrato vescovo, era stato canonico del Duomo di Salisburgo dal 1755 e, a partire dal 1763, anche canonico del Duomo di Bressanone, dove morì, poi, nel 1779.
«Quando decise di rientrare a Bressanone dopo gli anni salisburghesi Ignaz von Spaur portò con sé la "sua" messa confidando in una possibile esecuzione». Quindi proprio il ritrovamento a Bressanone della "sua" partitura originale,  «consente di dedurre con certezza che la Spaur-Messe è la Messa KV 257», che fu cioè questa, e non la KV 258, ad essere eseguita in quell'occasione.